# Rejon Serdika
Rejon Serdika (bułg.: Район Сердика) – rejon w obwodzie miejskim Sofii, w Bułgarii. Populacja wynosi 52 900 mieszkańców.